# NGC 407
NGC 407 ist eine linsenförmige Galaxie vom Hubble-Typ S0/a im Sternbild Fische auf der Ekliptik. Sie ist schätzungsweise 256 Millionen Lichtjahre von der Milchstraße entfernt und hat einen Durchmesser von etwa 135.000 Lj.

Im selben Himmelsareal befinden sich u. a. die Galaxien NGC 410, NGC 414, IC 1636, IC 1638.
Das Objekt wurde am 12. September 1784 von dem deutsch-britischen Astronomen Wilhelm Herschel entdeckt.